# Harry Kane (Leichtathlet)
Harry Kane (* 24. Mai 1933) ist ein ehemaliger britischer Hürdenläufer und Sprinter.
1954 gewann er für England startend bei den British Empire and Commonwealth Games in Vancouver Silber über 440 Yards Hürden und schied über 440 Yards im Vorlauf aus. Bei den Leichtathletik-Europameisterschaften in Bern scheiterte er über 400 m Hürden in der ersten Runde.
Bei den Olympischen Spielen 1956 in Melbourne erreichte er über 400 m Hürden das Halbfinale.
1954 wurde er Englischer Meister über 440 Yards Hürden.

## Persönliche Bestzeiten
- 400 m: 48,1 s, 1957
- 400 m Hürden: 51,5 s, 13. Oktober 1954, London